# Prix Marcel-Aymé
Pour les articles homonymes, voir Aymé.
Le prix Marcel-Aymé est un prix littéraire annuel, créé et décerné depuis 2003 par l'Association du livre et des auteurs comtois (ALAC), à Besançon pour récompenser un ouvrage de fiction (littérature, poésie) en rapport avec la Franche-Comté. Il est nommé d'après l'écrivain   d'origine franc-comtoise Marcel Aymé (1902-1967) et succède, avec le prix Lucien-Febvre, au Prix Comtois du Livre. La région Franche-Comté y associe une récompense de 3 000 € au lauréat pour encourager la création littéraire et la lecture en Franche-Comté. Ce prix est soutenu par la société des amis de Marcel Aymé, trois de ses membres font partie du jury.

## Liste des lauréats

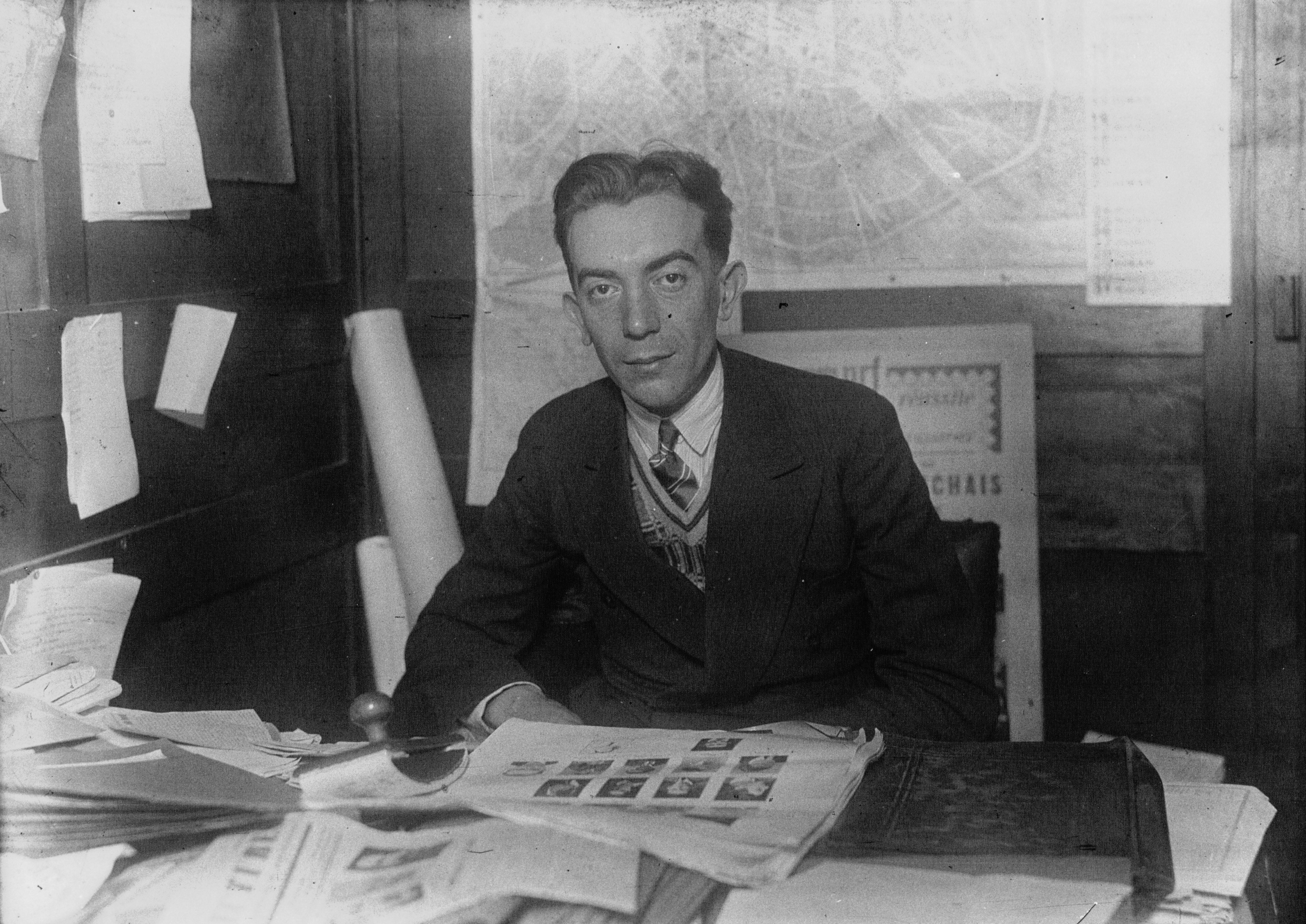
Marcel Aymé en 1929.

- 2003 : Fabienne Pasquet, La Deuxième Mort de Toussaint Louverture, Actes Sud
- 2004 : Yves Ravey, Le Drap, Les Éditions de Minuit
- 2005 : Françoise Lefèvre, Se perdre avec les ombres, Éditions du Rocher
- 2006 : Jean-Claude Pirotte, Une adolescence en Gueldre, La Table Ronde
- 2007 : Dominique Bourgon, Un sens à la vie, Arte-Seuil
- 2008 : Christelle Ravey, Amours en fugue, éditions de la Boucle
- 2009 : Gisèle Tuaillon-Nass, Les Passagers de l'aube, Presses du Belvédère
- 2010 : Jacques Tallote, Alberg, La Table Ronde
- 2011 : Daniel de Roulet,  Esthétique de la course à pied, Éditions Virgile
- 2012 : Carole Martinez, Du domaine des murmures, éditions Gallimard
- 2013 : David Bosc, La Claire Fontaine[4],[5],[6], Verdier
- 2014 : Christophe Fourvel, Le Mal que l'on se fait, La Fosse aux Ours
- 2015 : Serge Filippini, Rimbaldo, éditions de la Table ronde
- 2016 : Jean-Paul Goux, L’Ombre s’allonge, Actes Sud[2],[7]
- 2017 : Frédérique Cosnier, Suzanne et l'influence, Éditions La Clé à Molette
- 2018 : Patrick Pécherot, Hével , Série noire[8]
- 2019 : Bénédicte Belpois, Suiza, Gallimard
- 2020 : Bérengère Cournut, De pierre et d'os, Le Tripode
- 2021 : Grégoire Domenach, Entre la source et l'estuaire, Le Dilettante
- 2022: Eric Fottorino, Mohican, Gallimard